# BioRxiv
BioRxiv або bioRxiv (вимовляється "біо-архів") - це сайт, що надає інтернет простір і безкоштовно публікує препринти повноцінних статей із біологічних наук. Розпочав свою діяльність з листопада 2013 року, розробниками сайту стали Джон Інгліс і Річард Сівер. Розміщення репозиторію надано Лабораторією Колд Спрінг Харбор. Сайт публікує оригінальні роботи, що пройшли перевірку на плагіат і базовий відбір. При завантаженні матеріалу на публікацію автори надають свої дані місця роботи і контакти наукової установи, що перевіряються системою. Препринти мають відкритий доступ до читання і завантаження, якщо самі автори обрали відповідну ліценцію доступу до публікації. Відомо, що фінансову підтримку для існування сайту було надано Лабораторією Колд Спрінг Харбор, Фондом Лурі та Ініціативою Чан Цукерберг.
Опція "Від bioRxiv до журналів" ("bioRxiv to Journals", B2J) дозволяє авторам подавати свій рукопис безпосередньо до обраного журналу, який має електронну систему подання. Станом на грудень 2018 року в цій ініціативі беруть участь 142 журнали.

## Зовнішні посилання
- Офіційний сайт